# Ритчи, Майкл
Майкл Ри́тчи (28 ноября 1938, Уокешо — 16 апреля 2001, Нью-Йорк) — американский кинорежиссёр, продюсер, сценарист и актёр. Наиболее известные работы — комедии «Несносные медведи», «Флетч», «Флетч жив» (режиссёр), «Крутые виражи» (сценарист).
В 1981 году номинировался на антипремию «Золотая малина» в категории «Худший режиссёр» за фильм «Остров».
В 1992 году вошёл в состав жюри 49-го Венецианского кинофестиваля.

## Избранная фильмография

### Режиссёр
- 1952 — 1961 — Сборник / Omnibus
- 1961 — 1966 — Доктор Килдэр / Dr. Kildare
- 1963 — 1967 — Боб Хоуп представляет / Bob Hope Presents the Chrysler Theatre
- 1964 — 1968 — Человек от Д.Я.Д.И. / The Man from U.N.C.L.E.
- 1965 — 1968 — Спасайся / Run for Your Life
- 1965 — 1969 — Большая долина / The Big Valley
- 1967 — Изгой / The Outsider
- 1968 — 1969 — Изгой / The Outsider
- 1968 — Звук гнева / The Sound of Anger
- 1969 — Скоростной спуск / Downhill Racer
- 1972 — Первоклассный товар / Prime Cut
- 1972 — Кандидат / The Candidate
- 1975 — Улыбка / Smile
- 1976 — Несносные медведи / The Bad News Bears
- 1977 — Крутой наполовину / Semi-Tough
- 1979 — Почти идеальный роман / An Almost Perfect Affair
- 1980 — Остров / The Island
- 1980 — Божественное безумие / Divine Madness
- 1981 — Тела студентов / Student Bodies
- 1983 — Школа выживания / The Survivors
- 1985 — Флетч / Fletch
- 1986 — Дикие коты / Wildcats
- 1986 — Золотой ребёнок / The Golden Child
- 1988 — Психодром / The Couch Trip
- 1989 — Флетч жив / Fletch Lives
- 1992 — Поединок в Диггстауне / Diggstown
- 1993 — Убийца предводителя / The Positively True Adventures of the Alleged Texas Cheerleader-Murdering Mom (телефильм)
- 1994 — Фараоны и Робберсоны / Cops & Robbersons
- 1994 — Скаут / The Scout
- 1995 — Фантастикс / The Fantasticks
- 1997 — Простое желание / A Simple Wish
- 1997 — Комфорт, штат Техас / Comfort, Texas
- 1999 — 2001 — Попрошайки и выборщики / Beggars and Choosers

### Сценарист
- 1979 — Почти идеальный роман / An Almost Perfect Affair (рассказ)
- 1993 — Крутые виражи / Cool Runnings (рассказ)

### Продюсер
- 1975 — Улыбка / Smile
- 1978 — Скандальные «медведи» едут в Японию / The Bad News Bears Go to Japan
- 1981 — Тела студентов / Student Bodies
- 1995 — Фантастикс / The Fantasticks

### Актёр
- 1992 — Кровь невинных / Innocent Blood — ночной сторож